# 拯救的地圖
《拯救的地圖》（英語：Map of Salvation）是一齣在2015年4月22日（亞美尼亞大屠殺100周年紀念）上映的亞美尼亞電影，講述五名外國人道主義工作者在亞美尼亞大屠殺期間的遭遇。

## 內容
《拯救的地圖》是一部基於真實事件的紀錄片：來自丹麥的瑪麗亞·雅各布森、卡倫·耶珀、挪威的波迪爾·比約恩、瑞典的阿爾瑪·約翰遜和愛沙尼亞的海德薇·布勒是五名女性人道主義者，她們是歷史上真實存在的人物，見證了亞美尼亞大屠殺，並對亞美尼亞人施予援手。為《拯救的地圖》撰寫劇本的安娜·薩爾基相認為，這些身處鄂圖曼帝國的歐洲人並不認識亞美尼亞人，但他們即使本來有機會離開，也要留在當地拯救生命；她指出，幫助亞美尼亞人的外國傳教士救了很多兒童，並協助建設孤兒院。
電影監製曼韋爾·哈科比揚表示，雖然《拯救的地圖》旨在證明亞美尼亞大屠殺的真實性，但並不是把重點放在大屠殺上，而是通過展示電影中那五名人道主義者的故事、以及國外歷史學家對大屠殺的理解，從而證實亞美尼亞大屠殺確有其事。

## 製作
《拯救的地圖》曾在九個國家、29個城市取景，拍攝地點包括圖書館、檔案館、博物館等。電影還曾在否認亞美尼亞大屠殺的土耳其取景，拍攝人員為了掩飾，只好訛稱他們正為芬蘭的電視台拍攝廣告。在拍攝過程中，有意見認為此電影不必趕及在2015年4月上映，因為整個2015年都是紀念亞美尼亞大屠殺100周年的年份；但是，電影監製哈科比揚仍然希望《拯救的地圖》能在2015年4月上映，他認為4月對亞美尼亞人是個特別的月份，各地的亞美尼亞僑民都會回到故鄉。電影最終也能夠在一年內製作完成，哈科比揚認為如此大規模的電影很少會以一年製作；如果財政方面許可的話，哈科比揚亦希望以類似方式製作電視劇集，展示另外15名亞美尼亞大屠殺見證人。
《拯救的地圖》的顧問有羅爾夫·霍斯費爾德、阿爾茨維·巴赫欽揚等亞美尼亞國內外的學者，參與電影製作的圖書館或檔案館有亞美尼亞國家檔案館、挪威國家圖書館、愛沙尼亞國家檔案館、丹麥國家檔案館等，還得到亞美尼亞文化部及其他機構的支持。亞美尼亞國家電影中心亦有資助《拯救的地圖》的製作。
《拯救的地圖》是一部英語電影，將會被翻譯為亞美尼亞語、俄語、德語、法語等語言版本。

## 外部連結
- 拯救的地圖在互联网电影资料库（IMDb）上的資料（英文）